# Oxandra xylopioides
Oxandra xylopioides Diels – gatunek rośliny z rodziny flaszowcowatych (Annonaceae Juss.). Występuje naturalnie w Peru, Ekwadorze, południowej części Wenezueli, Gujanie, Gujanie Francuskiej oraz Brazylii (w stanach Acre, Amazonas, Pará i Rondônia). 

## Morfologia
PokrójZimozielone drzewo dorastające do 6–15 m wysokości.
LiścieMają eliptyczny kształt. Mierzą 8,5–15 cm długości oraz 1–2 cm szerokości. Są skórzaste. Nasada liścia jest od klinowej do uciętej. Blaszka liściowa jest o wierzchołku od ostrego do spiczastego. Ogonek liściowy jest nagi i dorasta do 2–3 mm długości.
KwiatySą pojedyncze, rozwijają się w kątach pędów.
OwocePojedyncze mają elipsoidalny kształt, zebrane po 6 w owoc zbiorowy. Są osadzone na szypułkach. Osiągają 30 mm długości i 20 mm szerokości.

## Biologia i ekologia
Rośnie w wiecznie zielonych lasach, na terenach nizinnych.